# Leuconitocris uniformis
Leuconitocris uniformis é uma espécie de escaravelho da família Cerambycidae.  Foi descrito por Stephan von Breuning em 1950.